# Gołąbek ciemnopurpurowy

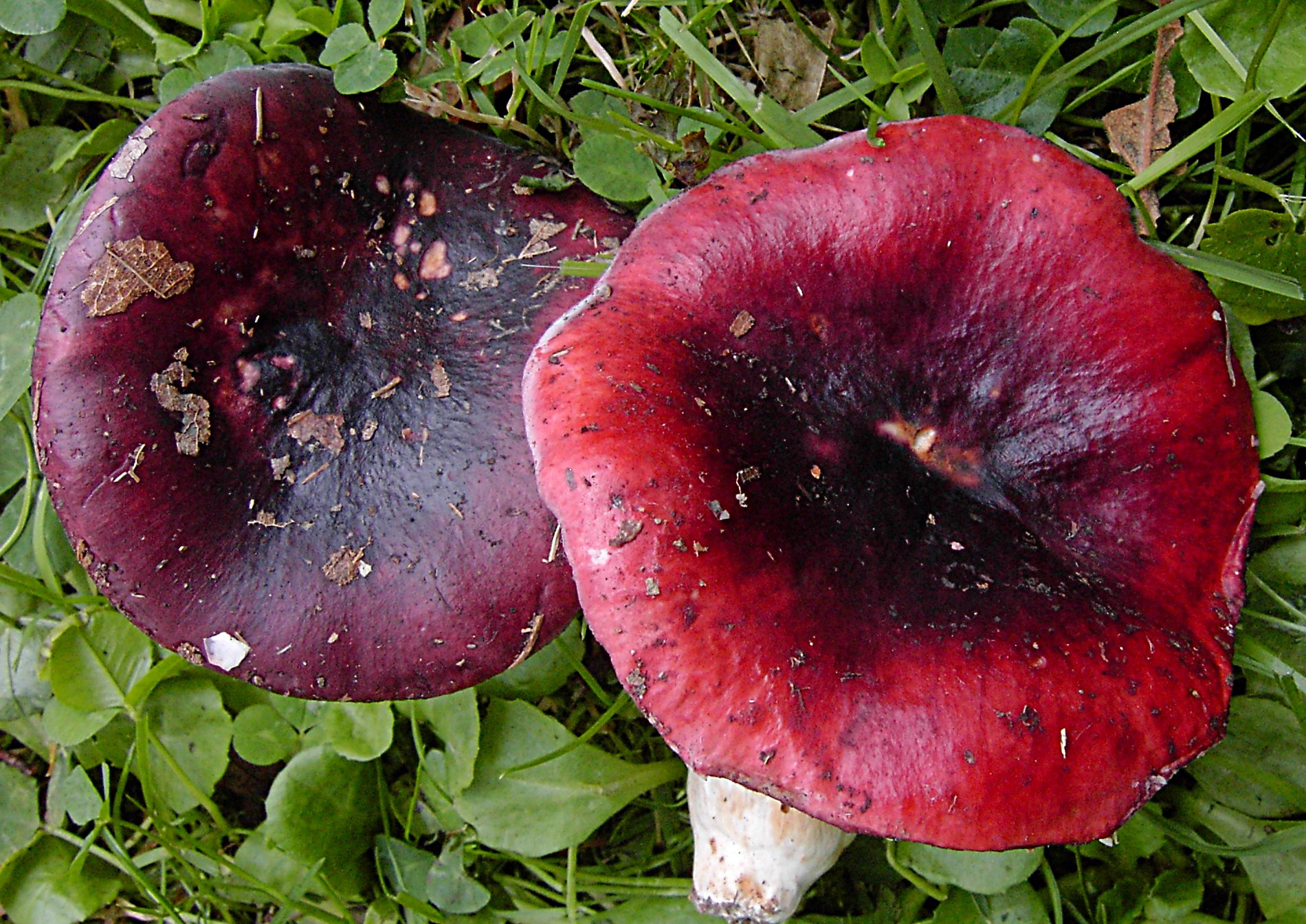

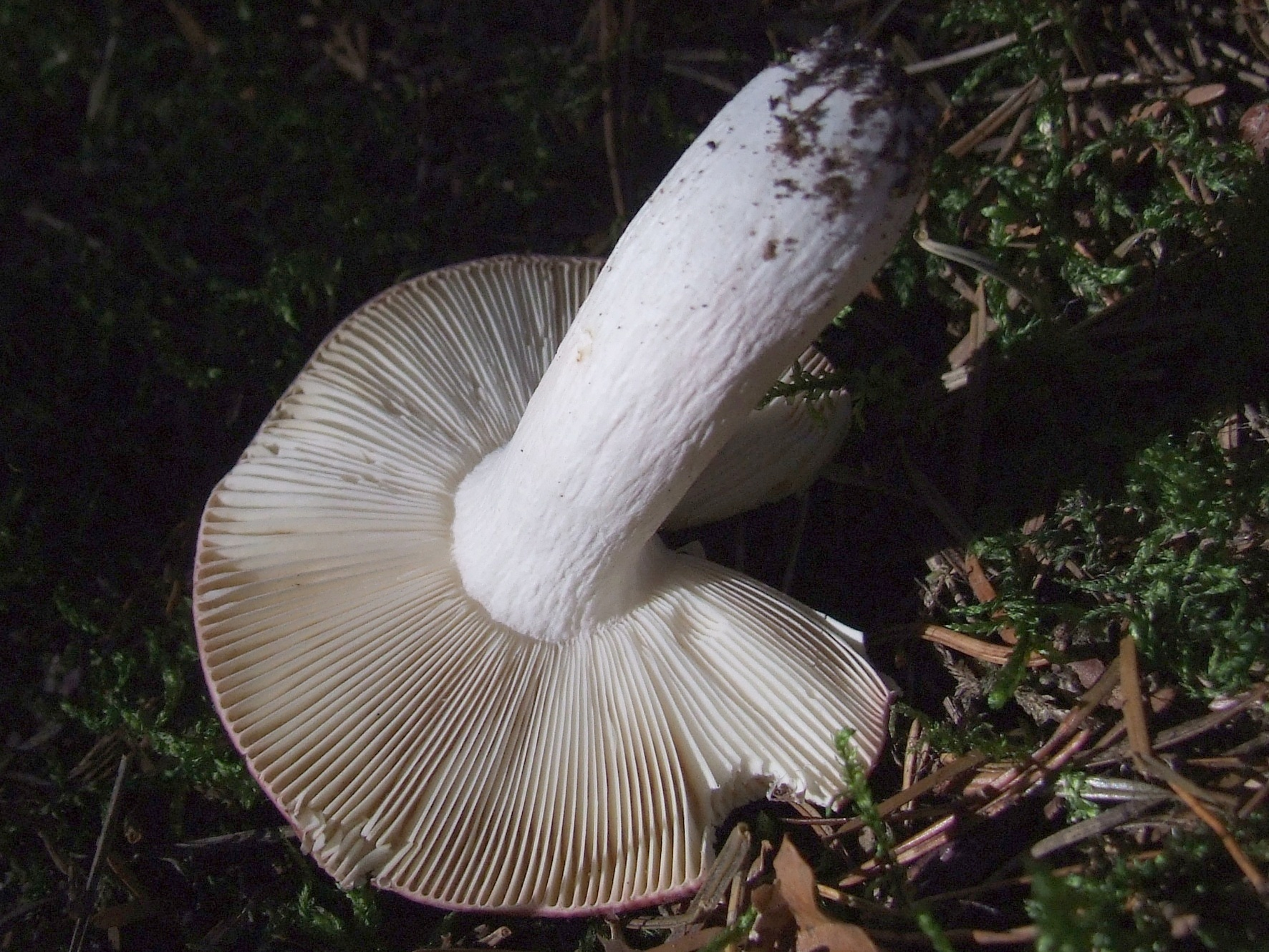

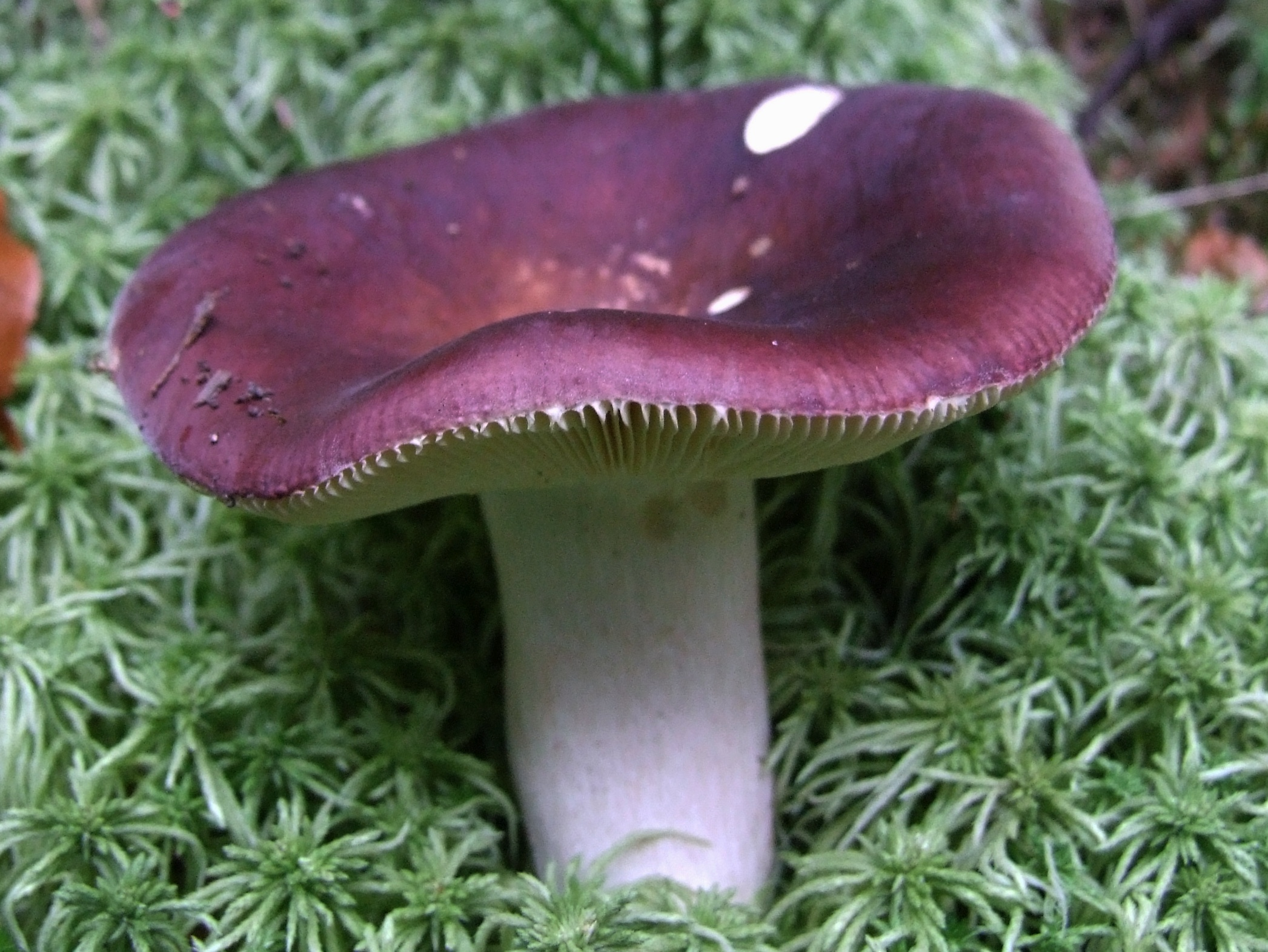

Gołąbek ciemnopurpurowy (Russula atropurpurea (Krombh.) Britzelm.) – gatunek grzybów należący do rodziny gołąbkowatych (Russulaceae).

## Systematyka i nazewnictwo
Pozycja w klasyfikacji według Index Fungorum: Russula, Russulaceae, Russulales, Incertae sedis, Agaricomycetes, Agaricomycotina, Basidiomycota, Fungi.
Po raz pierwszy takson ten zdiagnozował w 1845 r. Julius Vincenz von Krombholz, nadając mu nazwę Agaricus atropurpureus. Obecną nazwę nadał mu w 1893 r. Max Britzelmayr, przenosząc go do rodzaju Russula.
Synonimy:

- Agaricus atropurpureus Krombh. 1845
- Russula atropurpurea var. krombholzii Singer 1932
- Russula depallens var. atropurpurea (Krombh.) Melzer & Zvára 1927
- Russula krombholzii Shaffer 1970
- Russula undulata Velen. 1920

Nazwę polską (dla synonimu R. krombholzii) podała Alina Skirgiełło w 1991 r.

## Morfologia
Kapelusz
Średnica 4 cm, u młodych okazów półkulisty, później płaskołukowaty z zagłębieniem na środku. Brzegi ma często pofalowane, niekiedy płatowate. Skórka gładka, Ww czasie suchej pogody jest błyszcząca, w czasie wilgotnej śliska. Daje się ściągnąć do połowy średnicy kapelusza. Brzeg kapelusza nie średnio tępy, falisty i jednolity, tylko u starszych okazów czasami nieco karbowany. Skórka kapelusza charakteryzuje się żywymi kolorami i dużą rozmaitością form ubarwienia. W typowych przypadkach kapelusz jest ciemnoczerwony, krwisty, karmazynowy, purpurowoczerwony, a nawet czerwonoczarny. Istnieją jednak formy o kapeluszu silnie różowym, czerwonofioletowym, brudnoliliowym, szaro-oliwkowo-brązowym.
Blaszki
Wąskie, gęste i kruche. Mają kolor od białego do jasnokremowego, u starszych grzybów stają się rdzawo plamiste.
Trzon
Wysokość 4–6 cm, grubość 1–2,5 cm, walcowaty. Początkowo jest twardy i zwarty, z czasem staje się gąbczasty. Ma biały i lekko siwawy kolor, tylko u nasady jest słabo rdzawy.
Miąższ
Biały, twardy, tylko bezpośrednio pod skórką jest czerwonawofioletowy. W smaku jest szczypiący, szczególnie u młodych grzybów.
Cechy mikroskopowe
Wysyp zarodników biały. Zarodniki szeroko elipsoidalne, o rozmiarach 8–9 × 5,7–7,2 μm. powierzchnia drobnosiateczkowata z dość grubymi brodawkami. Łysinka słabo amyloidalna. Podstawki o rozmiarach 40–55 × 8–11 μm. Cystydy liczne, o rozmiarach 100–120 × 6–11 μm, wrzecionowatym kształcie i krótkim kończyku. Pod działaniem sulfowaniliny zmieniają barwę na niebieską. W skórce znajdują się dermatocystydy. Podczas suchej pogody barwnik zawarty w strzępkach może tworzyć ziarnistości.
Gatunki podobne
- gołąbek brunatnofioletowy (Russula brunneoviolacea) – ma ochrowe blaszki i niepofałdowany kapelusz[4],
- gołąbek winnopurpurowy (Russula vinosopurpurea) – jest mniejszy, nie ma czerwonych odcieni na kapeluszu i jego miąższ nie jest szczypiący[4]

## Występowanie i siedlisko
Występuje głównie w Europie i Ameryce Południowej. Opisano jego występowanie także w Maroku, Korei i Japonii. W Polsce jest częsty. W polskim piśmiennictwie mykologicznym opisano go na licznych stanowiskach na terenie całego kraju.
Naziemny Grzyb mykoryzowy. Rośnie w liściastych i mieszanych lasach, w których występuje sosna lub dąb.
Grzyb jadalny.